# Anna-Maria Zimmermann/Diskografie
Diese Diskografie ist eine Übersicht über die musikalischen Werke der deutschen Schlagersängerin Anna-Maria Zimmermann. Ihre erfolgreichste Veröffentlichung ist die Single 1000 Träume weit (Tornerò) mit über 300.000 verkauften Einheiten. Diese zählt in Deutschland zu den meistverkauften Schlagern des Landes der 2000er-Jahre.

## Alben

### Studioalben
| Jahr | Titel Musiklabel                | Höchstplatzierung, Gesamtwochen, AuszeichnungChartplatzierungen (Jahr, Titel, Musiklabel, Platzierungen, Wochen, Auszeichnungen, Anmerkungen) | Höchstplatzierung, Gesamtwochen, AuszeichnungChartplatzierungen (Jahr, Titel, Musiklabel, Platzierungen, Wochen, Auszeichnungen, Anmerkungen) | Höchstplatzierung, Gesamtwochen, AuszeichnungChartplatzierungen (Jahr, Titel, Musiklabel, Platzierungen, Wochen, Auszeichnungen, Anmerkungen) | Anmerkungen                             |
| Jahr | Titel Musiklabel                | DE | AT | CH | Anmerkungen                             |
| ---- | ------------------------------- | --- | --- | --- | --------------------------------------- |
| 2010 | Einfach Anna! EMM Records (EMI) | — | — | — | Erstveröffentlichung: 10. Dezember 2010 |
| 2012 | Hautnah Electrola (EMI)         | DE47 (2 Wo.)DE | — | — | Erstveröffentlichung: 27. Januar 2012   |
| 2013 | Sternstunden Telamo (Sony)      | DE29 (3 Wo.)DE | — | — | Erstveröffentlichung: 31. Mai 2013      |
| 2015 | BauchGefühl Telamo (Sony)       | DE18 (2 Wo.)DE | — | CH63 (1 Wo.)CH | Erstveröffentlichung: 13. März 2015     |
| 2017 | Himmelblau Telamo (WMG)         | DE15 (2 Wo.)DE | AT69 (1 Wo.)AT | CH40 (1 Wo.)CH | Erstveröffentlichung: 19. Mai 2017      |
| 2018 | Sorgenfrei Electrola (UMG)      | DE16 (5 Wo.)DE | AT36 (1 Wo.)AT | CH30 (1 Wo.)CH | Erstveröffentlichung: 1. Juni 2018      |

### Gemeinschaftsalben
| Jahr | Titel Musiklabel             | Anmerkungen                                                 |
| ---- | ---------------------------- | ----------------------------------------------------------- |
| 2008 | Verrückt Watts Music (Watts) | Erstveröffentlichung: 26. Januar 2008 Kinderalbum mit Frank |

### Kompilationen
| Jahr | Titel Musiklabel                                       | Höchstplatzierung, Gesamtwochen, AuszeichnungChartplatzierungen (Jahr, Titel, Musiklabel, Platzierungen, Wochen, Auszeichnungen, Anmerkungen) | Höchstplatzierung, Gesamtwochen, AuszeichnungChartplatzierungen (Jahr, Titel, Musiklabel, Platzierungen, Wochen, Auszeichnungen, Anmerkungen) | Höchstplatzierung, Gesamtwochen, AuszeichnungChartplatzierungen (Jahr, Titel, Musiklabel, Platzierungen, Wochen, Auszeichnungen, Anmerkungen) | Anmerkungen                              |
| Jahr | Titel Musiklabel                                       | DE | AT | CH | Anmerkungen                              |
| ---- | ------------------------------------------------------ | --- | --- | --- | ---------------------------------------- |
| 2017 | Partybox Telamo (WMG)                                  | — | — | — | Erstveröffentlichung: 15. September 2017 |
| 2019 | Amore mio – Die schönsten Hits mit Gefühl Telamo (WMG) | — | — | — | Erstveröffentlichung: 5. Juli 2019       |
| 2020 | Das Beste von Anna! Electrola (UMG)                    | DE54 (1 Wo.)DE | — | CH50 (1 Wo.)CH | Erstveröffentlichung: 23. Oktober 2020   |
| 2022 | Die schönsten Hits zum Tanzen Telamo (WMG)             | — | — | — | Erstveröffentlichung: 17. Juni 2022      |

## Singles

### Als Leadmusikerin
| Jahr | Titel Album                                         | Höchstplatzierung, Gesamtwochen, AuszeichnungChartplatzierungen (Jahr, Titel, Album, Platzierungen, Wochen, Auszeichnungen, Anmerkungen) | Höchstplatzierung, Gesamtwochen, AuszeichnungChartplatzierungen (Jahr, Titel, Album, Platzierungen, Wochen, Auszeichnungen, Anmerkungen) | Höchstplatzierung, Gesamtwochen, AuszeichnungChartplatzierungen (Jahr, Titel, Album, Platzierungen, Wochen, Auszeichnungen, Anmerkungen) | Anmerkungen                                                                           |
| Jahr | Titel Album                                         | DE | AT | CH | Anmerkungen                                                                           |
| ---- | --------------------------------------------------- | --- | --- | --- | ------------------------------------------------------------------------------------- |
| 2008 | Wer ist dieser DJ? Einfach Anna!                    | DE66 (2 Wo.)DE | — | — | Erstveröffentlichung: 29. August 2008                                                 |
| 2009 | 1000 Träume weit (Tornerò) Einfach Anna!            | DE68 Platin · (7 Wo.)DE | — | — | Erstveröffentlichung: 17. Juli 2009 Verkäufe: + 300.000; Original: I Santo California |
| 2009 | Hurra wir leben noch Einfach Anna!                  | DE79 (1 Wo.)DE | — | — | Erstveröffentlichung: Dezember 2009 Original: Milva                                   |
| 2010 | Frei sein Einfach Anna!                             | DE69 (1 Wo.)DE | — | — | Erstveröffentlichung: 23. Juli 2010                                                   |
| 2010 | 7 Wolken Einfach Anna!                              | — | — | — | Erstveröffentlichung: 3. Dezember 2010                                                |
| 2011 | 100.000 leuchtende Sterne Hautnah                   | DE60 (1 Wo.)DE | — | — | Erstveröffentlichung: 10. Juni 2011                                                   |
| 2012 | Leben Hautnah                                       | — | — | — | Erstveröffentlichung: 30. Januar 2012                                                 |
| 2012 | Mit dir Hautnah                                     | — | — | — | Erstveröffentlichung: 13. April 2012                                                  |
| 2012 | Freundschaftsring Hautnah (Version ohne Henning)    | DE73 (1 Wo.)DE | — | — | Erstveröffentlichung: 20. Juli 2012 mit Olaf Henning                                  |
| 2013 | Non plus ultra Sternstunden                         | — | — | — | Erstveröffentlichung: 30. August 2013                                                 |
| 2014 | Tanz Sternstunden                                   | — | — | — | Erstveröffentlichung: 31. Januar 2014                                                 |
| 2014 | Die Tanzfläche brennt Sternstunden (Deluxe Edition) | — | — | — | Erstveröffentlichung: 13. Juni 2014                                                   |
| 2014 | Nur noch einmal schlafen BauchGefühl                | DE77 (1 Wo.)DE | — | — | Erstveröffentlichung: 25. Juli 2014                                                   |
| 2014 | Letzte Weihnacht –                                  | — | — | — | Erstveröffentlichung: 12. Dezember 2014 Original: Wham!                               |
| 2015 | Du hast mir so den Kopf verdreht BauchGefühl        | — | — | — | Erstveröffentlichung: 6. März 2015                                                    |
| 2016 | Tinte Das Beste von Anna!                           | — | — | — | Erstveröffentlichung: 11. November 2016 mit Achim Petry                               |
| 2016 | Frohe Weihnacht –                                   | — | — | — | Erstveröffentlichung: 25. November 2016 mit Achim Petry                               |
| 2017 | Himmelblaue Augen Himmelblau                        | — | — | — | Erstveröffentlichung: 24. März 2017                                                   |
| 2017 | Verheddert Himmelblau                               | — | — | — | Erstveröffentlichung: 10. November 2017                                               |
| 2019 | Luft und Liebe Das Beste von Anna!                  | — | — | — | Erstveröffentlichung: 26. Juli 2019                                                   |
| 2020 | Tausend Farben hat das Glück Das Beste von Anna!    | — | — | — | Erstveröffentlichung: 9. Oktober 2020                                                 |
| 2022 | So vermisst –                                       | — | — | — | Erstveröffentlichung: 10. Juni 2022                                                   |
| 2023 | Zusammen sind wir eins –                            | — | — | — | Erstveröffentlichung: 13. Januar 2023                                                 |
| 2023 | 1 Million rote Rosen –                              | — | — | — | Erstveröffentlichung: 7. Juli 2023                                                    |
| 2023 | Mit dir vielleicht –                                | — | — | — | Erstveröffentlichung: 20. Oktober 2023 Original: Nicole                               |
| 2023 | Kein Wort –                                         | — | — | — | Erstveröffentlichung: 24. November 2023                                               |
| 2024 | Wunder & Wahnsinn –                                 | — | — | — | Erstveröffentlichung: 5. April 2024                                                   |
| 2024 | Liebe verboten (uh la la la) –                      | — | — | — | Erstveröffentlichung: 7. Juni 2024                                                    |
| 2024 | Liebelei –                                          | — | — | — | Erstveröffentlichung: 18. Oktober 2024                                                |
| 2025 | Was wird –                                          | — | — | — | Erstveröffentlichung: 11. April 2025                                                  |

### Als Gastmusikerin
| Jahr | Titel Album                                                                                          | Anmerkungen                                                                     |
| ---- | --- | ------------------------------------------------------------------------------- |
| 2007 | Der erste Kuss –                                                                                     | Erstveröffentlichung: 19. Oktober 2007 Jojo’s feat. Anna-Maria Zimmermann       |
| 2021 | Ein Lied für diese Welt –                                                                            | Erstveröffentlichung: 23. Juli 2021 Lorenz Büffel feat. Anna-Maria Zimmermann   |
| 2021 | Lasst uns heute Freunde sein Lasst uns Freunde sein – Meine schönsten Freundschaftslieder und Duette | Erstveröffentlichung: 22. Oktober 2021 Volker Rosin feat. Anna-Maria Zimmermann |

## Videoalben und Musikvideos

### Videoalben
| Jahr | Titel Musiklabel                  | Anmerkungen                                                                   |
| ---- | --------------------------------- | ----------------------------------------------------------------------------- |
| 2014 | Sternstunden – Live Telamo (Sony) | Erstveröffentlichung: 13. Juni 2014 Verkäufe werden Sternstunden hinzuaddiert |

### Musikvideos
| Jahr | Titel                                     | Regie          |
| ---- | ----------------------------------------- | -------------- |
| 2008 | Wer ist dieser DJ?                        |                |
| 2009 | 1000 Träume weit (Tornerò)                | Kai Rettschlag |
| 2009 | Hurra wir leben noch                      |                |
| 2010 | Frei sein                                 |                |
| 2012 | Leben                                     |                |
| 2013 | Amore mio                                 |                |
| 2013 | Non plus ultra                            |                |
| 2014 | Tanz                                      |                |
| 2014 | Dich gibt es 1.000 Mal besser             | Kai Rettschlag |
| 2014 | Die Tanzfläche brennt                     |                |
| 2014 | Nur noch einmal schlafen                  |                |
| 2015 | Du hast mir so den Kopf verdreht          |                |
| 2016 | Tinte                                     |                |
| 2017 | Himmelblaue Augen                         |                |
| 2017 | Verheddert                                |                |
| 2018 | Scheiß egal                               |                |
| 2020 | 1000 Träume weit (Tornerò) – Version 2020 |                |
| 2021 | Ein Lied für diese Welt                   |                |
| 2022 | So vermisst                               |                |
| 2023 | Zusammen sind wir eins                    |                |
| 2023 | Kein Wort                                 |                |
| 2024 | Liebe verboten (uh la la la)              |                |

## Promoveröffentlichungen
| Jahr | Titel Album                                           | Anmerkungen                            |
| ---- | ----------------------------------------------------- | -------------------------------------- |
| 2013 | Amore Mio Sternstunden                                | Erstveröffentlichung: 12. April 2013   |
| 2015 | Ein Sommer in Paris BauchGefühl                       | Erstveröffentlichung: 19. Juni 2015    |
| 2018 | Scheiß egal Sorgenfrei                                | Erstveröffentlichung: 16. März 2018    |
| 2018 | 1,2,3,4: Heute Nacht, da feiern wir! Sorgenfrei       | Erstveröffentlichung: 1. Juni 2018     |
| 2020 | Sterne des Südens (2020 Remaster) Das Beste von Anna! | Erstveröffentlichung: 23. Oktober 2020 |

## Sonderveröffentlichungen

### Alben
| Jahr | Titel Musiklabel            | Anmerkungen                                                                                         |
| ---- | --------------------------- | --------------------------------------------------------------------------------------------------- |
| 2017 | 2 in 1 Sparset Telamo (WMG) | Erstveröffentlichung: 24. November 2017 Teil der „2-in-1“-Reihe; Inhalt: Sternstunden + BauchGefühl |
| 2020 | My Star DA Music (DAM)      | Erstveröffentlichung: 13. März 2020 Teil der „My-Star“-Reihe                                        |

| Jahr | Titel Musiklabel                                       | Anmerkungen                                                                                      |
| ---- | ------------------------------------------------------ | ------------------------------------------------------------------------------------------------ |
| 2015 | BauchGefühl (Ultimative Fan-Box Edition) Telamo (Sony) | Erstveröffentlichung: 13. März 2015 erweiterte Fassung; Verkäufe werden BauchGefühl hinzuaddiert |
| 2017 | Himmelblau (Fan-Box) Telamo (WMG)                      | Erstveröffentlichung: 19. Mai 2017 erweiterte Fassung; Verkäufe werden himmelbLAu hinzuaddiert   |
| 2018 | Sorgenfrei (Fan-Box) Electrola (UMG)                   | Erstveröffentlichung: 1. Juni 2018 erweiterte Fassung; Verkäufe werden Sorgenfrei hinzuaddiert   |

### Lieder
| Jahr | Titel Album                                                                                          | Anmerkungen                                                                     |
| ---- | --- | ------------------------------------------------------------------------------- |
| 2021 | Lasst uns heute Freunde sein Lasst uns Freunde sein – Meine schönsten Freundschaftslieder und Duette | Erstveröffentlichung: 29. Oktober 2021 Volker Rosin feat. Anna-Maria Zimmermann |
| 2025 | Ich fahr nach Malle Plus 1                                                                           | Erstveröffentlichung: 14. März 2025 Mickie Krause feat. Anna-Maria Zimmermann   |

| Jahr | Titel Album                                                 | Anmerkungen                                                                         |
| ---- | ----------------------------------------------------------- | ----------------------------------------------------------------------------------- |
| 2006 | 2 Become 1 Love Songs                                       | Erstveröffentlichung: 13. Februar 2006 mit dem DSDS-Allstars; Original: Spice Girls |
| 2006 | Back for Good Love Songs                                    | Erstveröffentlichung: 13. Februar 2006 mit dem DSDS-Allstars; Original: Take That   |
| 2006 | Love-Songs-Medley Love Songs                                | Erstveröffentlichung: 13. Februar 2006 mit dem DSDS-Allstars                        |
| 2006 | Wish You Were Here Love Songs                               | Erstveröffentlichung: 13. Februar 2006 Original: Rednex                             |
| 2022 | Der Pavianpopo Giraffenaffen 7 – Die große Geburtstagsfeier | Erstveröffentlichung: 10. Juni 2022 Original: Kai Hohage (Hurra Kinderlieder)       |

## Statistik

### Chartauswertung
|                     | DE    | AT    | CH    |
| ------------------- | ----- | ----- | ----- |
| Nummer-eins-Alben   | DE—DE | AT—AT | CH—CH |
| Top-10-Alben        | DE—DE | AT—AT | CH—CH |
| Alben in den Charts | DE6DE | AT2AT | CH4CH |

|                       | DE    | AT    | CH    |
| --------------------- | ----- | ----- | ----- |
| Nummer-eins-Singles   | DE—DE | AT—AT | CH—CH |
| Top-10-Singles        | DE—DE | AT—AT | CH—CH |
| Singles in den Charts | DE7DE | AT—AT | CH—CH |

### Auszeichnungen für Musikverkäufe
Anmerkung: Auszeichnungen in Ländern aus den Charttabellen bzw. Chartboxen sind in ebendiesen zu finden.
| Land/RegionAuszeichnungen für Musikverkäufe (Land/Region, Auszeichnungen, Verkäufe, Quellen) | Gold | Platin  | Verkäufe | Quellen           |
| -------------------------------------------------------------------------------------------- | ---- | ------- | -------- | ----------------- |
| Deutschland (BVMI)                                                                           | —    | Platin1 | 300.000  | musikindustrie.de |
| Insgesamt                                                                                    | —    | Platin1 |          |                   |